# L'Estisora
L'Estisora: literatura, sàtira, humorisme va ser una publicació satírica que va sortir a Reus el 1917.

## Història
La primera intenció d'aquest setmanari era la de distreure als lectors, amb uns propòsits més lúdics que no pas satírics o crítics. El seu contingut, igual que Grimègia, tenia un rerefons social, dirigit contra la burgesia reusenca, i criticava les classes benestants, però l'historiador i estudiós de la premsa satírica reusenca Marc Ferran, diu que tenia un humor sense grapa i amb poc interès. El seu director va ser Àngel Pallejà, conegut activista obrer de la ciutat. En van sortir 9 números, del 27 de gener al 31 de març de 1917. Tot i ser una revista bilingüe, hi predominava el català.

## Aspectes tècnics
De format foli, tenia 8 pàgines i es venia a 10 cèntims. S'imprimia a la Impremta La Fleca. Els números 2 i 3 es van imprimir sobre paper de color blau i rosa respectivament.

## Localització
- Biblioteca Central Xavier Amorós.[2]
- Biblioteca del Centre de Lectura.[3]